# Rosières (Alto Loira)
 Rosières  es una población y comuna francesa, situada en la región de Auvernia, departamento de Alto Loira, en el distrito de Le Puy-en-Velay y cantón de Vorey.

## Demografía
| 1391 | 1284 | 1163 | 1212 | 1305 | 1309 |
| Para los censos de 1962 a 1999 la población legal corresponde a la población sin duplicidades (Fuente: INSEE [Consultar]) |      |      |      |      |      |